# 定量PCR
定量PCR（ていりょうピーシーアール、英: Quantitative polymerase chain reaction, Q-PCR）は、その産物を迅速に定量できるポリメラーゼ連鎖反応（PCR）の改良型である。これはDNA、cDNAまたはRNAの増幅が行われる前の総量を間接的に測る方法である。そして通常は目的の遺伝子配列が存在するかどうか、何コピー存在するのかを確かめる目的で利用される。3種類の方法があり、これらは難易度と詳細が異なる。他のPCR同様、DNA試料はDNAポリメラーゼと温度変化によって増幅される。
アガロースゲル電気泳動、SYBRグリーン（二重鎖DNA染色）、蛍光プローブのうちのどれかがよく利用される方法である。後者2つはリアルタイムポリメラーゼ連鎖反応を使いリアルタイムに分析が可能である。

## アガロースゲル電気泳動法
この方法が最も単純であるが、結果が出るのは遅く、感度も低い上、アガロースゲルの状態に左右されてしまう。そしてリアルタイムに結果を出す事はできない。
1. 未知の試料と既知の試料を濃度の判明している近いサイズのDNA断片と共に用意する。
2. それぞれの試料の反応を同じ条件で同じ時間だけ（できれば同じプライマーを用い、または少なくとも同じ位のアニーリング温度で）行う。
3. アガロースゲル電気泳動でPCR産物を分離する。
4. 既知と未知試料の相対的な量を測る事で未知試料を定量する。

この方法は一般的にプローブの標的配列が存在するか否かを単純にみるために使われ、「真の」定量PCRと言える場合は稀である。これは他のリアルタイムな方法に取って代わられてしまった方法であり、せいぜい半定量法である。

## SYBRグリーン法
SYBRグリーンの利用はゲル電気泳動法よりも正確で、リアルタイムに結果が出る。DNA結合色素は新たに合成された二重鎖DNA へ結合し、緑の蛍光を増加させる。これを測ることで最初の濃度を計測する。しかしながらSYBRグリーンは目的の配列以外にも結合するため結果が混乱する可能性がある。
1. 二重鎖DNA結合蛍光色素を加えてPCRを行う。
2. PCRを行うと同時に蛍光の強さを計測する。色素は二重鎖DNAと結合した際にのみ蛍光を発する。標準の（蛍光色素を加えない）試料と比較することで二重鎖DNAの濃度が定量される。

- SYBRグリーン・プライマーデザイン用ソフトウェア

## 蛍光プローブ法
定量PCRの中で最も正確で信頼できる方法である。この手法では、増幅領域両端の2種類のプライマーに加えて、増幅領域内に相補的に結合する蛍光プローブを用いる。増幅されるDNAに特異的なプローブを用いるので、目的の配列のみを定量できる。すなわち前述の方法の様にすべての二重鎖DNAに反応することはない。通常はプローブはRNAを基にし、蛍光レポーターとその隣りにクエンチャー（励起エネルギー吸収剤）を入れる。クエンチャーの近くのレポーターは蛍光が抑制される。従って蛍光がみられるのはプローブが分解した時のみである。この過程は使用するDNAポリメラーゼの5'→ 3'エキソヌクレアーゼ活性による。
1. プローブを加えてPCRを行う。
2. 反応を開始してDNAが一本鎖化するとプローブがその相補配列（すなわちその鋳型DNA）へ結合する。
3. ポリメラーゼが働く温度になると、それはプライマーの結合した一本鎖DNAに相補鎖を作る。DNAの合成がプローブの位置に達すると、プローブはエキソヌクレアーゼ活性によって「上書き」される。結果、元あったプローブはバラバラになり個々のヌクレオチドとなる。すると蛍光レポーターはクエンチャーと分離するので、蛍光を発する。
4. PCRが進むごとに蛍光レポーターはクエンチャーから分離するので、蛍光ははっきりと幾何級数的に増加していく。これによりDNAの最初の量を正確に計測することが可能である。